# Municipio de Barkley
El municipio de Barkley (en inglés: Barkley Township) es un municipio ubicado en el condado de Jasper en el estado estadounidense de Indiana. En el año 2010 tenía una población de 900 habitantes y una densidad poblacional de 5,8 personas por km².

## Geografía
El municipio de Barkley se encuentra ubicado en las coordenadas 41°1′26″N 87°4′15″O / 41.02389, -87.07083. Según la Oficina del Censo de los Estados Unidos, el municipio tiene una superficie total de 155.18 km², de la cual 155,15 km² corresponden a tierra firme y (0,02 %) 0,04 km² es agua.

## Demografía
Según el censo de 2010, había 900 personas residiendo en el municipio de Barkley. La densidad de población era de 5,8 hab./km². De los 900 habitantes, el municipio de Barkley estaba compuesto por el 95,67 % blancos, el 0,44 % eran afroamericanos, el 0,56 % eran amerindios, el 0,11 % eran asiáticos, el 2,44 % eran de otras razas y el 0,78 % eran de una mezcla de razas. Del total de la población el 4,56 % eran hispanos o latinos de cualquier raza.